# Вазописець фіал

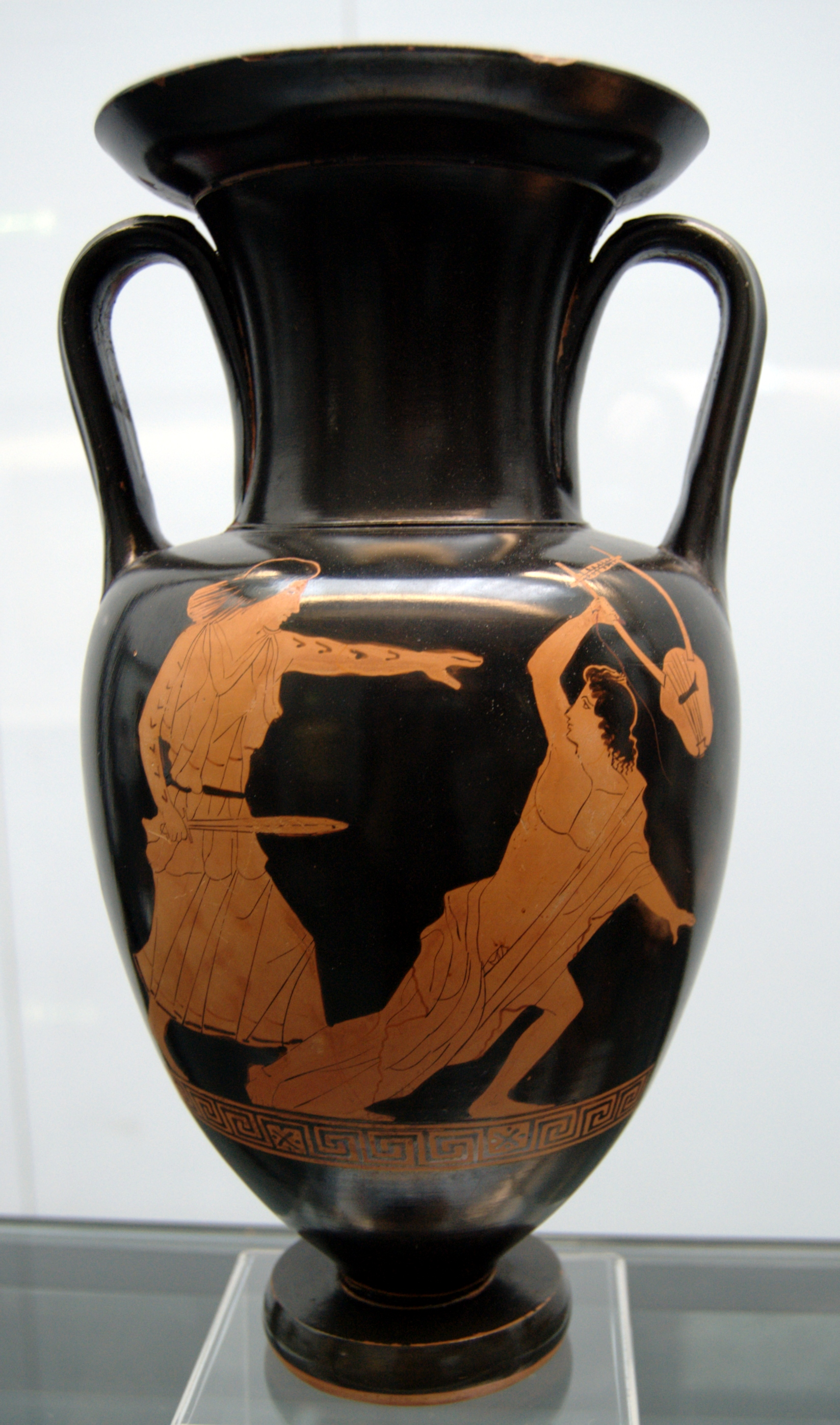
Загибель Орфея, ноланська амфора, Вазописець фіал

Вазописець фіал — анонімний давньогрецький вазописець, працював в Афінах близько 460–430 років до н. е. у техніці червонофігурного вазопису. Свою умовну назву Вазописець фіал отримав через те, що фіали, оформлювані фігурними зображеннями, відомі тільки за його роботами.
Дослідники припускають, що Вазописець фіал міг бути учнем Вазописця Ахіллеса. На відміну від свого учителя, він любив зображувати оповідальні сцени. Він розписав декілька великих кратерів, часто з двома регістрами фігур. На відміну від Вазописця Ахіллеса, Вазописець фіал віддавав перевагу вазам великих форм в цілому. Про це свідчить його численні роботи по білому тлі. Хоча вони і не найвідоміші у цій технічі, проте значно експресивніші, ніж у Вазописця Ахіллеса. Окрім лекіфів Вазописець фіал виконав розпис кількох кратерів у стилі по білому тлі, що надзвичайно рідкісні. Відмінною рисою Вазописця фіал є часте використання імені Евайона, сина Есхіла у написах любимців.
Його умовна назва засноване на тому, що пофарбовані Фіала, вази форми рідко мають в своєму розпорядженні з фігурними зображеннями, відомо від нього.